# Kamienica Henryka Brautigama
Kamienica Henryka Brautigama – kamienica położona przy alei Tadeusza Kościuszki 53 w Łodzi.

## Historia
Budynek został wzniesiony w stylu neoklasycystycznym z elementami art déco, w 1912 roku. Autorem projektu architektonicznego był Abram Totenberg, natomiast pierwszym właścicielem był łódzki lekarz Henryk Brautigam. W 1920 roku kamienica przeszła w ręce Izaaka Groslajta, a w 1936 roku przejął ją Zakład Ubezpieczeń Społecznych. Aktualnie właścicielem jest wspólnota mieszkaniowa.